# 千葉県道5号松戸野田線
千葉県道5号松戸野田線（ちばけんどう5ごう まつどのだせん）は、千葉県松戸市から、千葉県野田市に至る県道（主要地方道）である。

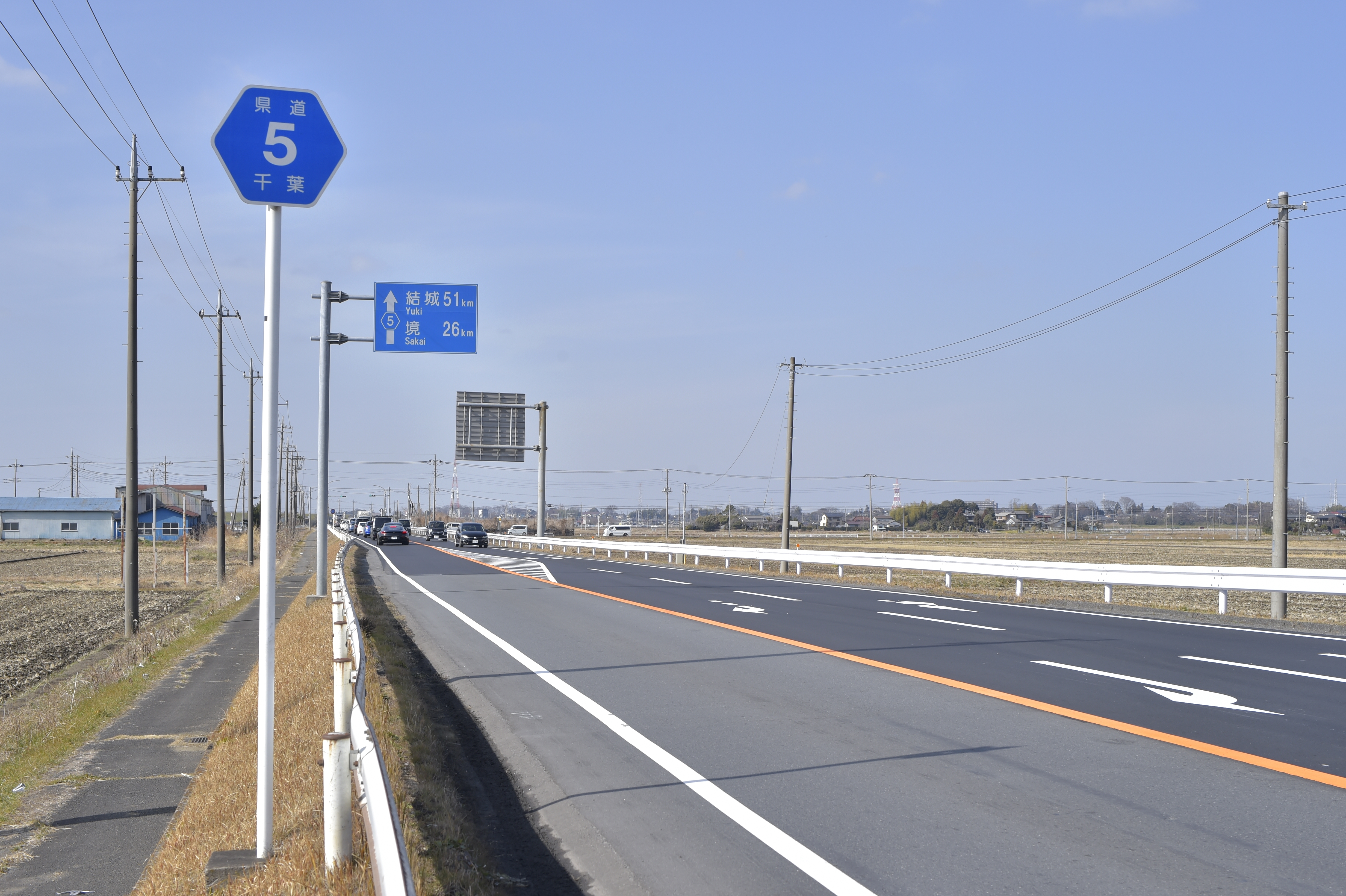
千葉県道5号松戸野田線
野田市今上（2023年2月）

## 概要
松戸市小山の国道6号、千葉県道1号市川松戸線との交点である「松戸二中前」交差点を起点とし、流山市を経て、野田市中野台の千葉県道19号越谷野田線との交点である「野田市中野台」交差点を終点とする幹線道路。この他、流山市加から同市上貝塚付近にて現道と合流する新道区間も存在する。
千葉県道路公社が管理する有料道路であった松戸野田有料道路が2007年10月より無料開放された際、常磐自動車道流山インターチェンジ付近にある旧松戸野田有料道路入口交差点から野田市野田の「野田市下町」交差点までの流山街道区間が県道指定から外されている。また、松戸市根本の「根本」交差点から松戸市松戸の「角町」交差点の区間は、1961年の松戸バイパス開通まで国道6号線だった。

### 路線データ
- 起点：松戸市小山「松戸二中前」交差点
- 終点：野田市中野台「野田中野台」交差点
- 総延長：39.402 km（東葛飾土木事務所管内：39.402 km）
- 重用延長：*.* km（東葛飾土木事務所管内：*.* km）
- 未供用延長：なし（東葛飾土木事務所管内：*.* km）
- 実延長：39.402 km（東葛飾土木事務所管内：39.402 km[1]）

## 路線状況

### 通称
- 流山街道
- 松戸駅周辺は、旧水戸街道だった部分もある。

### 重複区間
- 千葉県道54号松戸草加線（起点 - 松戸市小山）

### 道路施設
- 春雨橋（坂川、松戸市松戸）
- 小山樋門（坂川）
- 運河大橋（利根運河、流山市西深井）

### 交通量
2005年度（平成17年度道路交通センサスより）
平日24時間交通量（台）
- 流山市中野久木439 - 18,282

## 地理

### 通過する自治体
- 千葉県
  - 松戸市
  - 流山市
  - 野田市

### 交差する道路

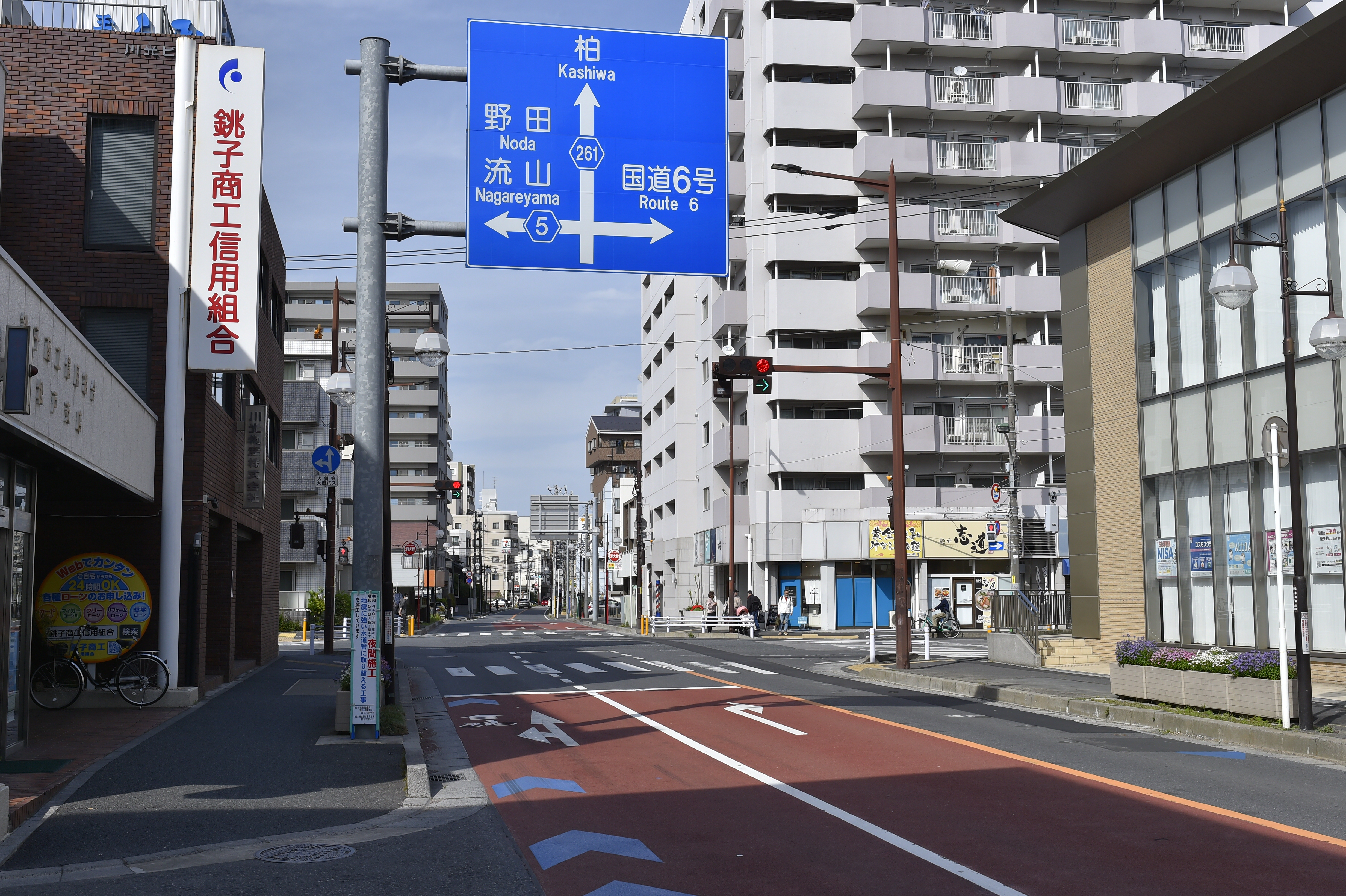
松戸駅入口（旧水戸街道）を北進すると、松戸市根本の根本交差点で左へ屈折する。

- 上側が起点側、下側が終点側。左側が上り側、右側が下り側。
- 交差する道路の特記がないものは市道。

| 交差する道路                                     | 交差する道路                                     | 交差する場所 | 交差する場所 | 車線数 (往復) |
| ------------------------------------------------ | ------------------------------------------------ | ------------ | ------------ | ------------- |
| 千葉県道1号市川松戸線                            |                                                  |              |              |               |
| 国道6号（水戸街道）                              | 国道6号（水戸街道）                              | 松戸市       | 松戸二中前   | 2             |
| 千葉県道54号松戸草加線                           | －                                               | 松戸市       |              | 2             |
| 千葉県道38号松戸停車場線                         |                                                  | 松戸市       | 松戸駅入口   | 2             |
| 千葉県道261号松戸柏線                            | －（屈折）                                       | 松戸市       | 根本         | 2             |
|                                                  | 千葉県道295号松戸三郷線                          | 松戸市       | 古ケ崎五差路 | 2             |
| 千葉県道280号白井流山線                          | 千葉県道29号草加流山線（千葉県道52号越谷流山線） | 流山市       | 流山八丁目   | 2             |
| 千葉県道278号柏流山線                            |                                                  | 流山市       | 流山一丁目   | 2             |
| 千葉県道5号松戸野田線新道                        | －（屈折）                                       | 流山市       |              | 4             |
| 千葉県道47号守谷流山線                           | －（屈折）                                       | 流山市       |              | 4             |
| －                                               | 常磐自動車道流山IC                               | 流山市       |              | 4             |
| －                                               | 常磐自動車道流山IC                               | 流山市       | 2            |               |
| 千葉県道407号我孫子流山自転車道線                |                                                  | 流山市       |              |               |
| －                                               | 千葉県道326号川藤野田線                          | 野田市       | 野田市今上   |               |
| 千葉県道19号越谷野田線（千葉県道80号野田岩槻線） | 千葉県道19号越谷野田線（千葉県道80号野田岩槻線） | 野田市       | 野田市中野台 |               |

## ギャラリー

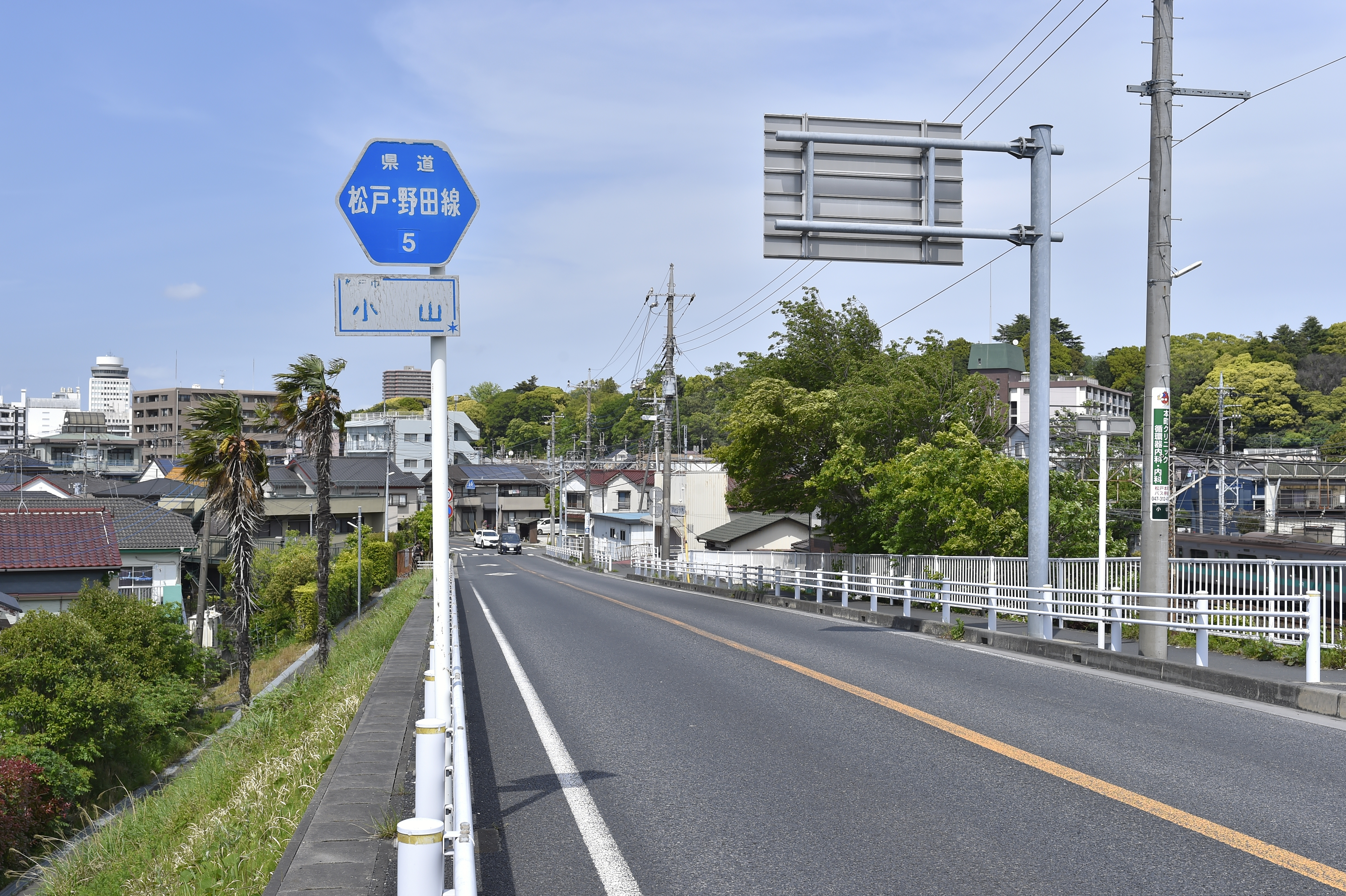
松戸市小山（2023年4月）
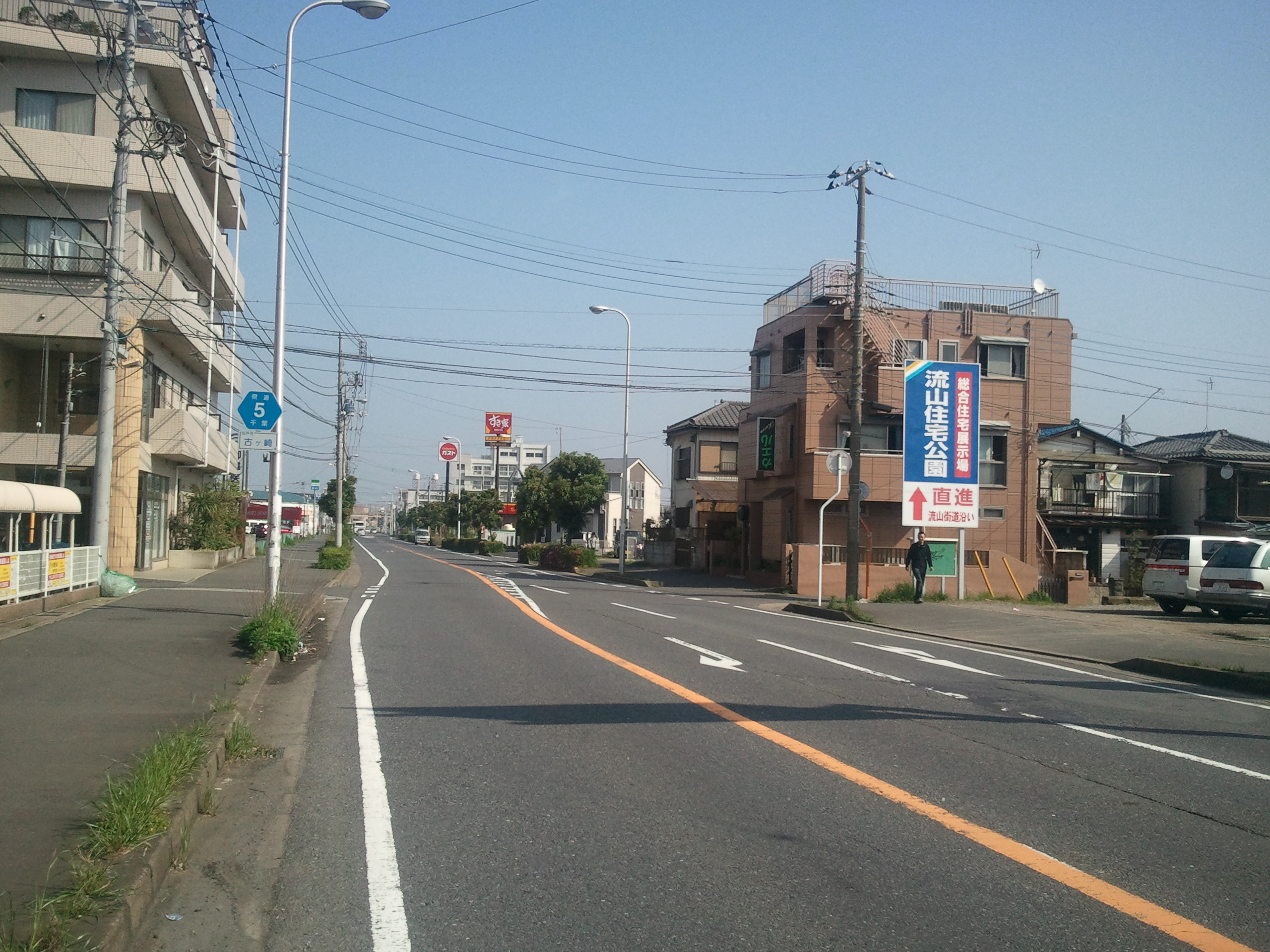
千葉県松戸市古ケ崎
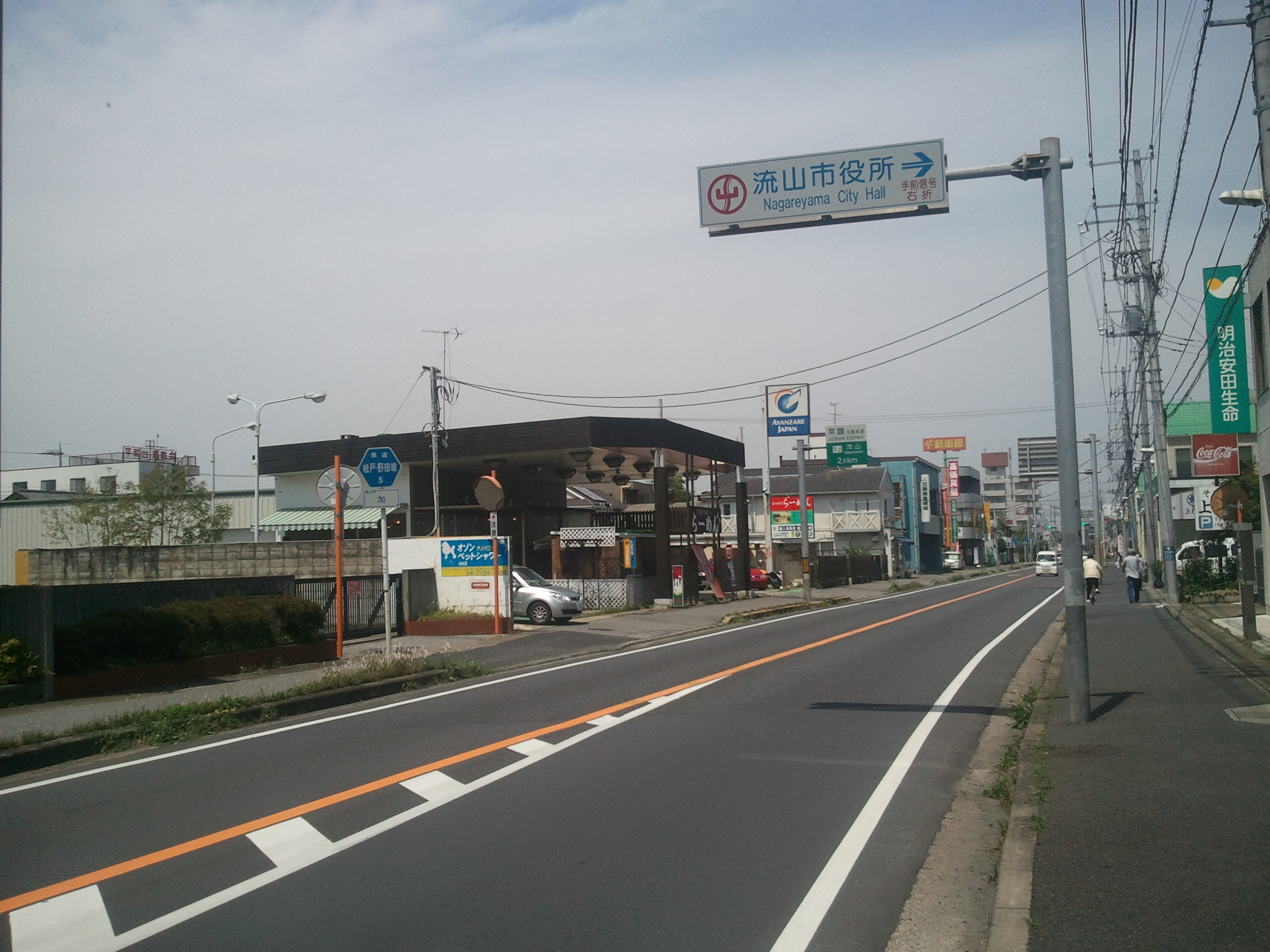
千葉県流山市加
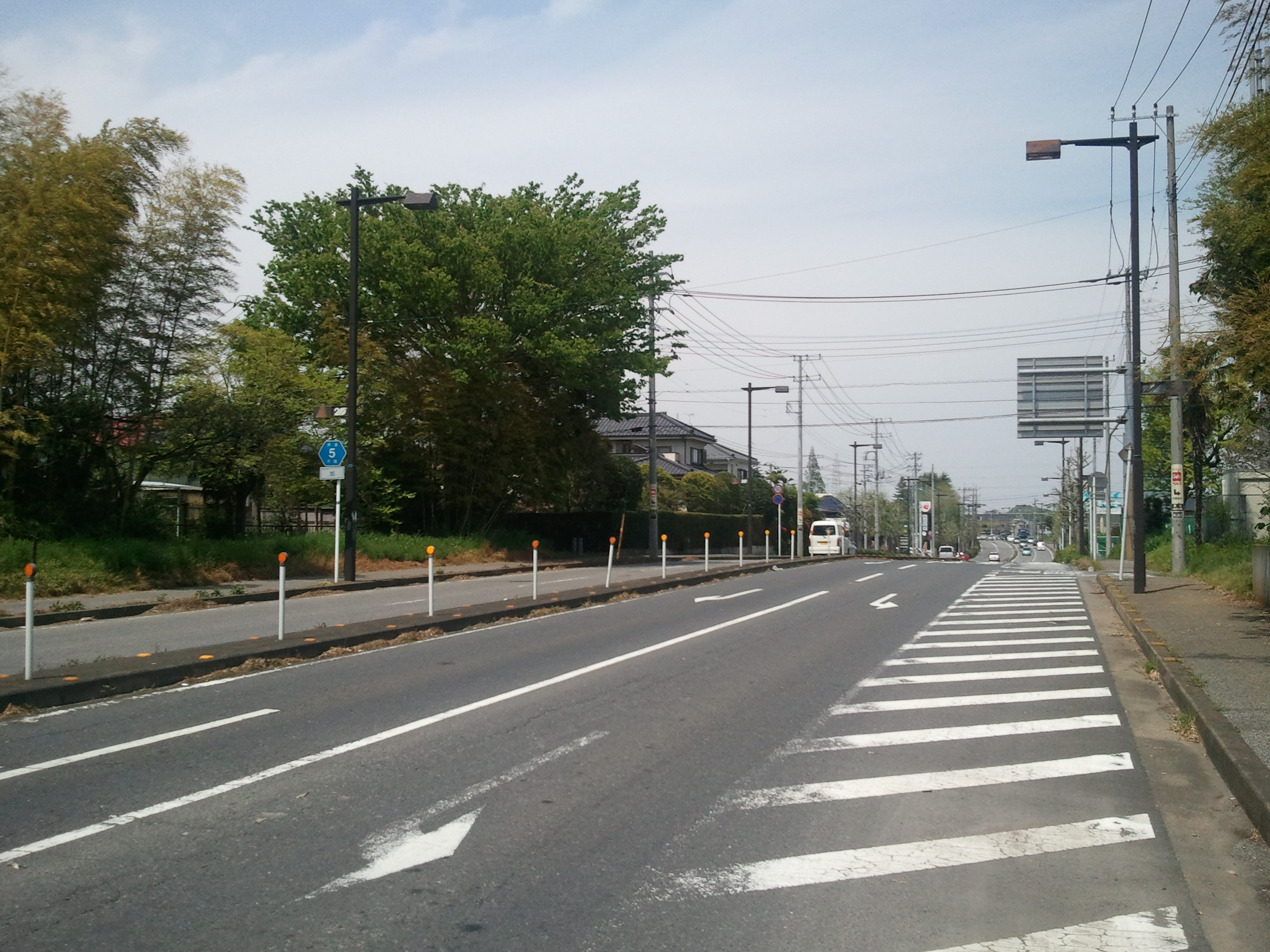
千葉県流山市加（バイパス区間）
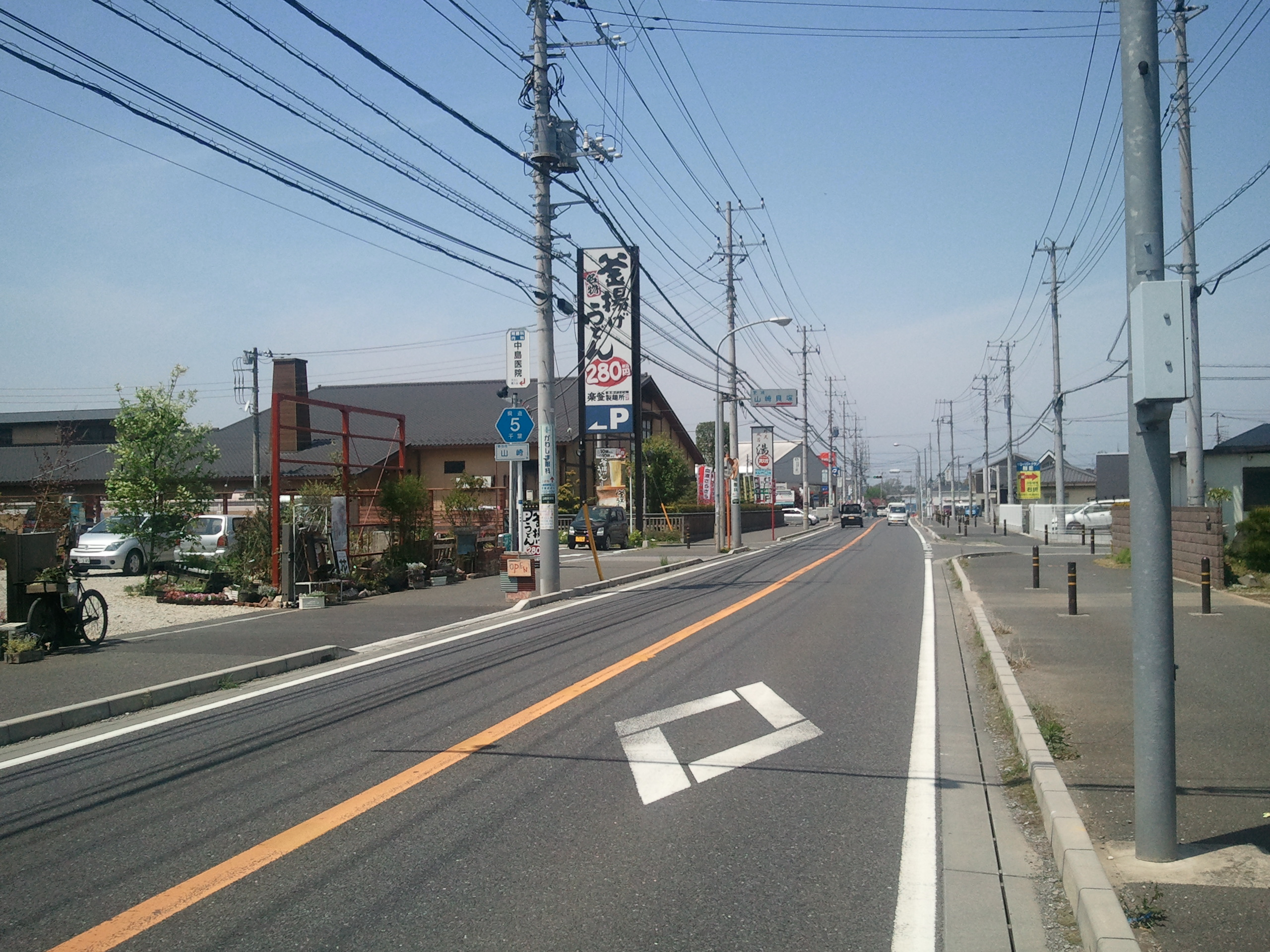
千葉県野田市山崎（旧県道区間）